# Luna Park on Tour
Luna Park on Tour è il quarto album del gruppo musicale degli Après La Classe, ed il primo live, pubblicato dalla On the Road Music Factory nel 2008. L'album consiste di un CD e di un DVD con la registrazione del tour tenuto dal gruppo nei due anni precedenti.

## Tracce
CD
1. Il miracolo
2. Intro
3. La patchanka
4. Non resterà niente
5. Sale la febbre
6. La grande mela
7. La luna cadrà
8. Simu li pacci (feat. Raffaele Casarano)
9. Sud est lu sule lu mare lu jentu
10. Kalinifta
11. Ninetto guerra
12. Paris
13. Terron Fabio - Marie
14. Un numero
15. Sigla
16. Gli angeli (feat. Raffaele Casarano)

DVD